# Ammothea spicula
Ammothea spicula là một loài nhện biển trong họ Ammotheidae. Loài này thuộc chi Ammothea. Ammothea spicula được miêu tả khoa học năm 1983 bởi Nakamura & Child.